# Licking (Missouri)
Licking, précédemment appelée Buffalo Lick, est une ville du comté de Texas, dans le Missouri, aux États-Unis,. Située au nord-est du comté, elle est incorporée en 1935.

## Démographie
Lors du recensement de 2010, la ville comptait une population de 3 124 habitants. Elle est estimée, en 2016, à 3 116 habitants.

### Source de la traduction
- (en) Cet article est partiellement ou en totalité issu de l’article de Wikipédia en anglais intitulé « Licking, Missouri » (voir la liste des auteurs).